# Байк-рок фестиваль „Тачанка”
Байк-рок фестиваль «Тачанка» — Всеукраїнський мотофестиваль, започаткований у 2007 році, проходить у місті Каховка.

## Історія фестивалю
У 2007 році на невеликій міський сцені виступали рок — групи, а байкери розмістилися поруч у сосновому бору. Назва фестивалю походить від символу Каховки — легендарної Тачанки, оскільки в часи, коли ще не було мотоциклів, усі «байкери» ганяли на тачанках. Легендарна Тачанка — це частина історії Каховки. Тепер Каховка — місто байкерів та мотофестивалю «Тачанка».

## Мета фестивалю
У фестивалю дві мети:
- об'єднуюча: зібрати якомога більше любителів мототехніки, забезпечити їм спілкування один з одним і прекрасний відпочинок;
- руйнівна: байкери задалися метою зруйнувати стереотип про себе самих.

## Хронологія фестивалю

### 2007
2007 рік — «Тачанка. Байкери проти наркоманії та СНІДу», набув статусу міжрегіонального.

На фестивалі — 90 байкерів з 7 регіонів України. 

Девіз фестивалю: «Незалежність понад усе». 

На Перший міжрегіональний мотофестиваль «Тачанка» з'їхалися байкери з усієї України. І не тільки з довколишніх Херсона, Миколаєва та господині заходу — Каховки, але з Чернігова, Феодосії, Луганська, Черкас, Харкова, Дніпропетровська, і навіть — з Білорусі. 

Засновниками нового фестивалю стали два каховських мотоклуба — «BLOODNblE Байкери» і «Колеса Дракона» і один херсонський — «EXILES BIKERS».

Фестиваль проводили в рамках всеукраїнської акції «Молодь проти наркоманії та СНІДу».

### 2008
2008 рік — "Тачанка. Об'єднаймося заради здоров'я «, набув статусу Всеукраїнського.

На байкфест приїхали 147 байкерів з 27 міст і 14 областей України, Німеччини (Ганновер) та Угорщини.

Головна ідея мотофестивалю — пропаганда здорового способу життя, безпеки руху на дорогах, популяризація сучасної музики та байккультури.

Організація: Блудні байкери (Каховка), EXILES bikers (Херсон). 

У програму фестивалю входили: мотопарад по місту, відвідування монумента „Легендарна тачанка“, мото-шоу, відвідування дитячого будинку „Радість“, змагання та конкурси, рок-концерт, дискотека.

### 2009
2009 рік — „Тачанка-2009. Об'єднаймося заради здоров'я“. 

На фестиваль приїхало понад 250 байкерів з України, Росії, Англії, Молдови та Іспанії. 

Головна ідея фестивалю — пропаганда хобі — захоплення „сталевим конем“, адже це один із способів здорового способу життя. 

Мета — показати всім, як чудово подорожувати на мотоциклах, бачити світ і намагатися зробити краще, відчувати, що поруч з тобою твої друзі-байкери, які завжди підтримають тебе. 

У програмі мотофестивалю: кастом — мотошоу, концертно-розважальна програма, дискотека, саунд-чеки рок-груп, паралельно працювала „Жива байкерське бібліотека“, конкурси, мотопарад по місту, відвідування монумента „Легендарна Тачанка“, фотографування на пам'ять на фоні Тачанки (кожному учаснику дарували фото), мотошоу, мокра дискотека, конкурс „мокра футболка“, виступ шоу-колективів, кінофестиваль роуд-муві „Кіно-Тачанка“, салют.

### 2010
2010 рік — „Тачанка-2010“. Девіз — „Додай своє місто на карті“ Тачанки»! 

Ідеєю організаторів була своєрідна презентація Каховки, як легендарного міста, привітного, зеленого і затишного.

Вперше проведено кіно-фестиваль роуд-во «Кіно-Тачанка», показ короткометражних фільмів. Хедлайнер рок-концерту — гурт «Роллікс»; на фестивалі був присутній Валерій Козицький, який супроводжував пам'ятник «Легендарна Тачанка» з Ленінграда до Каховки в 1967 році.

На фестиваль прибуло 359 байкерів з України, Росії, Молдови, Білорусі, США, Австрії, Придністров'я та Англії. У програмі байкерські конкурси, пивний чемпіонат, мокра дискотека, рок концерт, дискотека, робота амбулаторії по експрес-тестування на ВІЛ, мотопарад по місту, відвідування легендарного пам'ятника Тачанка, загальна фотографія на пам'ять, мото-шоу.

### 2011
2011 рік — «Тачанка», девіз — гасло «Hakuna Matata!». Організатори зльоту Олексій LEV, Олександр Zikra і Зубков Віктор. На території збору було розташовано відразу три фестивальні майданчики, працювало спеціальне радіо. Вперше відбувся випуск фестивальної газети «Тачанка». Хедлайнер рок-концерту — гурт «Табула Раса».

На фестиваль приїхали 534 байкери з 75 населених пунктів України та з-за кордону (Англія, Молдова, Німеччина, Росія, Придністров'я є, Італія).

Фестиваль відвідав відомий мотомандрівник Валерій Кришень, який незабаром до того завершив свою навколосвітню подорож на мотоциклі. Популяризація Каховки в байкерському середовищі — один із пріоритетних напрямків фестивалю «Тачанка». Щорічне проведення фестивалю сприяє подальшому розвитку байкерського руху в Каховці, популяризації історичної спадщини та зростанню позитивного іміджу міста як туристичного центру Херсона.

### 2012
2012 рік — «Тачанка», девіз фестивалю: «Тачанка — GO!». 

Програма фестивалю «Тачанка-2012»: мото-парад по вулицях міста і мото-шоу, конкурси, змагання та ігри з призами від організаторів та партнерів фестивалю, робота радіо «Тачанка 2012», концерт за участю українських і білоруських рок-груп, дискотеки за участю популярних ді-джеїв, «мокра» дискотека, міні-фестиваль роуд-муві «Кіно-Тачанка-2012». 

Протягом двох фестивальних ночейпросто неба на березі Каховського водосховища представлялася велика програма фільмів жанру роуд-муві з різних країн світу, включаючи найекзотичніші куточки планети. Серед фільмів — як незаперечна «класика жанру», культове кіно «всіх часів і народів», так і нові картини самих різних жанрах — від драми до іронічної комедії. Публіка була в захваті від справжнього шоу хлопців, які брали участь у телешоу «Україна має талант» — Андрія Головня та Сергія Шашкова. Вперше розпочато екскурсії гостей фестивалю у Каховський історичний музей і по пам'ятних містах Каховки. Спеціальним гостем фестивалю була група «Green Grey».

### 2013
2013 рік «Тачанка», девіз фестивалю: «Тачанка — твоя мото 7 я»! Відкрився традиційним мотошоу, яке пройшло на площі мікрорайону Светлово, парадом ретро-мотоциклів і кастом-байків. В рок-концерті брав участь херсонський байкер-музикант Ернест Сафонов. З кожним роком вноситься щось нове.

На фестивалі зареєстрували понад 500 байків, що підтверджує той факт, що про подію з кожним роком дізнаються все більше і більше мотолюбителів з України та з-за кордону. Левова частка гостей приїхала з півдня і сходу України, але були хлопці з північних областей, Росії, Молдови і навіть британці та чехи. 

З кожним роком намагаються зробити «Тачанку» цікавіше, насиченіше і привабливіше. Цього року на фестивалі маститі байкери Валерій Кришень, який люб'язно відповідав на будь-які питання пов'язані з його навколосвітніх подорожжю і Володимир Чернишов, гордість Українського мотоспорту, рекордсмен багатьох чемпіонатів ділилися досвідом з початківцями байкерами. Фестиваль проходив в благодійному ключі — зібрати кошти для маленької дівчинки Валерії, якій необхідна складна дорога операція. Люди охоче здавали гроші і на фото- та відео-камери передавали привіт, залишали пам'ятні побажання маленькій дитині.

### 2014
2014 рік «Тачанка». Організатори довго думали чи етично проводити «Тачанку», коли в країні відбуваються такі події. Допомогли повідомлення байкерів з різних куточків нашої України про те, що «Тачанку» потрібно проводити.

Фестиваль збирає байкерів, які розбираються в техніці і намагаються вдосконалити свій мотоцикл. Тому не дивно, що двох однакових екземплярів на фестивалі не існує. Хтось злегка змінив дизайн, хтось додав своєму залізному коневі потужності, хтось забезпечив його величезними колонками, перетворивши на музичний центр на колесах.

Оцінити байкерську творчість можна під час різноманітних конкурсів: «на найгучніший вихлоп», «найкрасивіший вихлоп», «найоригінальнішу переробку байка». Також вибирають самий старий мотоцикл, власник якого не тільки зберіг свій скарб в гарному стані, але й успішно модернізував. А в кінці визначають мотоцикл-«щура»: на жаргоні байкерів — техніку найменш доглянуту і безпечну. Власнику дарують захисний шолом як попередження про занадто великий ризик на дорозі.

Програма доповнив чемпіонат боді-арту. Для багатьох «Тачанка» — це частина життя. Це те місце, де є можливість зустрітися з друзями, познайомитися з новими.